# Intruders (film, 2013)
Pour les articles homonymes, voir Intruders.
Pour plus de détails, voir Fiche technique et Distribution.
Intruders (hangeul : 조난자들 ; RR : Jonanjadeul, littéralement « Victimes ») est un thriller sud-coréen écrit, réalisé et mis en musique par Noh Young-seok, sorti en 2013.
Il est sélectionné dans la catégorie « Contemporary World Cinema » au Festival international du film de Toronto, en septembre 2013, et récompensé d'un Halekulani Golden Orchid Award du meilleur film à caractère narratif au Festival international du film d'Hawaï, en octobre 2013.

## Synopsis
En plein hiver, un scénariste se refuge dans une cabane afin de trouver une source d'inspiration et, lors d'une promenade, fait de rencontres d'un ancien taulard et d'un mystérieux policier. Arrivent les chutes de neige qui obligent tout le monde à abriter chez lui. Tous bloqués à l'intérieur, la tranquillité de l'artiste se vire au cauchemar au moment où il découvre un cadavre avant d'en trouver un autre…

## Fiche technique
- Titre : Intruders
- Titre original : 조난자들 (Jonanjadeul)
- Réalisation : Noh Young-seok
- Scénario : Noh Young-seok
- Décors : Lee Si-hoon
- Costumes : Lee Su-jin
- Photographie : Park Jae-in
- Montage : Park Soo-dan
- Musique : Noh Young-seok
- Production : Choi Soon-hee et Jeong Tae-seong
- Société de production : StONEwork
- Société de distribution : CJ Entertainment
- Pays d'origine : Corée du Sud
- Langue originale : coréen
- Format : couleur - 2.35 : 1 - 35 mm
- Genre : thriller
- Durée : 99 minutes
- Dates de sortie :
  -  Canada : 6 septembre 2013 (Festival international du film de Toronto)
  -  Corée du Sud : 6 mars 2014

## Distribution
- Jeon Seok-ho : Sang-jin
- Oh Tae-kyeong : Hak-soo
- Choi Moo-seong : le policier
- Han Eun-seon : Yoo-mi

## Production
L'équipe de tournage tourne dans les montagnes du Gangwon, province sud-coréenne bordée au nord par le Kangwon en Corée du Nord.

## Accueil

### Sortie nationale
Intruders est projeté en avant-première au Festival international du film de Toronto 2013 dans la sélection « Contemporary World Cinema ». Il sort le 6 mars 2014 en Corée du Sud.

### Accueil critique
Envoyé spécial à Busan, Yann Kerloch d'Accreds raconte que « Intruders, en revanche, a mis tout le monde d'accord… mais sur un mode mineur, parce qu’il est simplement fun et très malin. C’est le deuxième film de Noh Young-seok, auteur du petit hit fauché Daytime Drinking en 2008 (…). Intruders reprend la même idée – c’est d’ailleurs un souci s’il nous refait le coup au troisième film (…) ».

### Box-office
| Pays ou région | Box-office     | Date d'arrêt du box-office | Nombre de semaines |
| -------------- | -------------- | -------------------------- | ------------------ |
| Corée du Sud   | 12 948 entrées | 23 mars 2014               | 5                  |

## Distinctions

### Récompense
- Festival international du film d'Hawaï 2013 : Meilleur film à caractère narratif

### Nominations
- Festival international du film de Busan 2013 : sélection « Korean Cinema Today - Vision »
- Festival international du film de Toronto 2013 : sélection « Contemporary World Cinema »
- Festival international du film de Rotterdam 2014 : sélection « Bright Future, European Premiere »